# Go Ahead Punk... Make My Day
Go Ahead Punk... Make My Day é uma coletânea com a participação de 5 bandas estadunidenses, lançada em 24 de setembro de 1996 pela gravadora Nitro Records.
O título do álbum é uma referência à citação do filme Dirty Harry: "Go ahead, make my day".

## Faixas[2]
1. "God's Kingdom" – Guttermouth – 2:29
2. "Marry Me" – The Vandals – 2:17
3. "He Who Laughs Last" – AFI – 1:51
4. "Tearing Down The World" – Jughead's Revenge – 1:55
5. "Hey Joe" – The Offspring – 2:38
6. "Let The Bad Times Roll" – The Vandals – 1:49
7. "People's Pal" – Jughead's Revenge – 2:21
8. "Derek" – Guttermouth – 2:10
9. "Wake Up Call" – AFI – 1:43
10. "Beheaded" – The Offspring – 2:52